# Trattato di Aigun

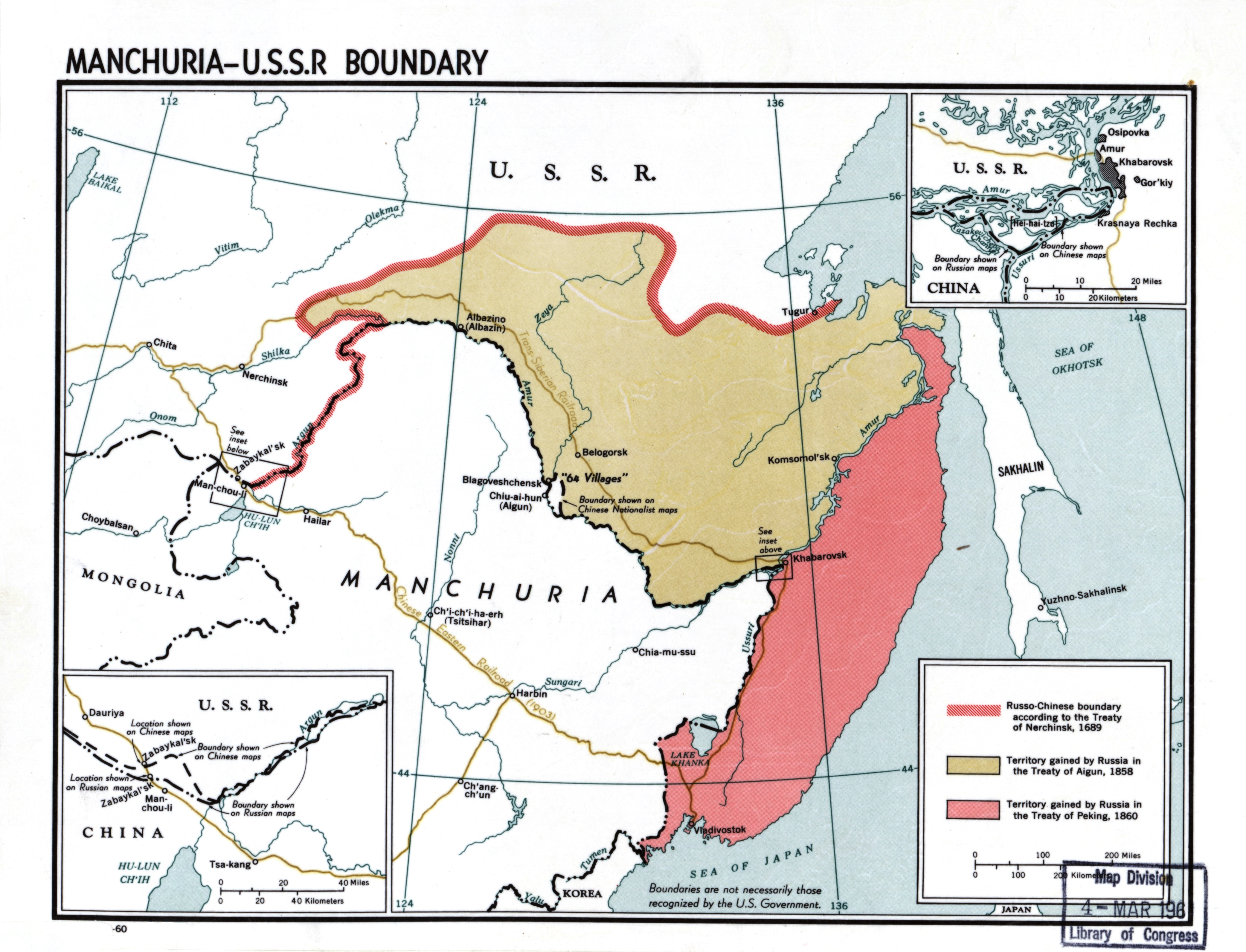
In giallo i territori ceduti dai cinesi ai russi con il trattato di Aigun

Il trattato di Aigun (cinese tradizionale: 璦琿條約; pinyin: Àihuī'Tiáoyuērusso: Айгунский договор), fu un trattato stipulato fra il governo della Cina dei Qing e l'Impero russo il 28 maggio 1858.

## Storia
Nikolay Nikolayevich Muravyov concluse il trattato nella città di Aigun con i rappresentanti della dinastia Qing. Il trattato di Aigun stabilì gran parte di quello che è ancora oggi il confine tra la Cina e la Russia. L'Impero russo ricevette oltre 600.000 chilometri quadrati dalla Cina. Il trattato garantiva alla Russia un accesso all'Oceano Pacifico e modificava a favore della Russia il confine con la Cina, che ora correva lungo il fiume Amur. Muravyov venne ricompensato con il titolo di conte Amursky (ovvero del fiume Amur).
In seguito il trattato di Aigun verrà modificato con la convenzione di Pechino del 1860, che estendeva i diritti della Russia alla parte meridionale del territorio del Litorale e del territorio dell'Ussuri. Il trattato di Aigun viene considerato dagli storici uno dei cosiddetti trattati ineguali, convenzioni concluse da alcuni stati dell'Estremo Oriente con le potenze occidentali tra il XIX e i primi anni del XX secolo, fortemente sfavorevoli per le prime.